# Edwy Searles Brooks
Edwy Searles Brooks (* 11. November 1889 in Hackney, London; † 2. Dezember 1965 in London) war ein britischer Schriftsteller. Im deutschsprachigen Raum ist er ausschließlich unter dem Pseudonym Victor Gunn bekannt.

## Leben
Brooks war der jüngste Sohn von Reverend George Brooks (United Methodist Church) und dessen Ehefrau Hannah Ward. Er hatte noch fünf ältere Geschwister. Seinen Vornamen „Edwy“ erhielt er nach König Edwy the all-fair; einem Gerücht nach glichen seine weißblonden Haare denen dieses Königs. Zur Zeit seiner Geburt war sein Vater Prediger an der Robert Street Church am Grosvenor Square. Auf Grund der politischen Ansichten von George Brooks wurde er immer wieder versetzt, sodass Brooks erst in Suffolk, später in Norfolk aufwuchs. In Banham besuchte er die Banham Grammar School.
Im Juli 1907 konnte Brooks seine erste Kurzgeschichte „Mr. Dorien’s missing £ 2000“ veröffentlichen. Seinen literarischen und damit auch finanziellen Durchbruch erzielte er 1910 mit dem Titel „The gem“ und seinem Protagonisten Frank Kensington.
1916 machte Brooks die Bekanntschaft von Frances Goldstein (1898–1968) und heiratete sie im Sommer 1918. Zwei Jahre später holte das Paar die kirchliche Trauung nach und heiratete am 6. Juni 1920 in der Synagoge in East End. Dafür konvertierte Brooks zum Judentum. Die Flitterwochen verbrachte das Paar mit einer Reise in die USA zu Verwandten. Zeitlebens wurde diese Reise nahezu jährlich wiederholt.
Mit 76 Jahren starb Edwy Searles Brooks in London und fand dort auch seine letzte Ruhestätte.

## Rezeption
Brooks schrieb mehr als 100 Romane und nahezu 2000 Erzählungen. Um die Geschichten seiner verschiedenen Protagonisten strikter voneinander zu trennen, begann Brooks dafür auch die unterschiedlichsten Pseudonyme zu verwenden. Nach einem Vorschlag des Goldmann Verlags wurde der Name Victor Gunn nur für Veröffentlichungen im deutschsprachigen Raum verwendet. Goldmann nannte schon 1964 eine Auflage von 1,6 Millionen Exemplaren. Seit 2017 werden die Romane von Victor Gunn im Münchner Apex Verlag in einer Neuauflage veröffentlicht.
Daneben benutzte er auch die Pseudonyme Reginald Browne, Robert W. Comrade, Berkeley Gray, Merrick Maynard, Carlton Ross, Rex Madison und einige andere.
1912 wurde Brooks angeboten, die Reihe um „Sexton Blake“ fortzuschreiben. Diese erfolgreiche Reihe hatte 1893 der Journalist Harry Bly (1852–1898) erfunden und fand bis heute immer wieder Neuauflagen. Als Victor Gunn verfasste er in der Zeit zwischen 1939 und 1965 gut 40 sehr erfolgreiche Krimis. Hauptpersonen darin waren der unfreundliche, aber geniale Inspektor William (Bill) Cromwell, genannt 'Ironside' oder 'Old Iron', von Scotland Yard und sein unbekümmerter, stets elegant gekleideter Assistent Johnny Lister.
1963/64 entstand der deutsche Film Das Wirtshaus von Dartmoor nach dem gleichnamigen Roman von Victor Gunn (Originaltitel: The Painted Dog) mit Paul Klinger als Inspektor Cromwell. Die Filmhandlung weicht jedoch stark von der Romanvorlage ab; so wurde unter anderem die Figur des Johnny Lister gänzlich gestrichen.

## Werke
Kriminalromane
- Footsteps to death.
  - Deutsch: Schritte des Todes. Goldmann, München 1988, ISBN 3-442-06246-2 (übersetzt von Tony Westermayr)
- The body vanishes.
  - Deutsch: Im Nebel verschwunden. Goldmann, München 1982, ISBN 3-442-00140-4 (übersetzt von Irene von Berg).
- The treble chance.
  - Deutsch: Zwei Rosenblätter. Goldmann, München 1975, ISBN 3-442-00284-2 (übersetzt von Ruth Kempner)
- The laughing grave.
  - Deutsch: Gelächter in der Nacht. Verlag Neues Berlin, Berlin 1963 (übersetzt von Ruth Kempner)
- The body in the boot.
  - Deutsch: Was wusste Molly Liskern? Goldmann, München 1962 (übersetzt von Ingrid von Blücher)
- The painted dog.
  - Deutsch: Das Wirthaus von Dartmoor. Goldmann, München 1980, ISBN 3-442-04772-2 (übersetzt von Ruth Kempner)
- The dead man laughs.
  - Deutsch: Spuren im Schnee. Goldmann, München 1956 (übersetzt von Olga Otto)
- The Borgia head mystery.
  - Deutsch: Das Geheimnis der Borgia-Skulptur. Goldmann, München 1954 (übersetzt von Ingrid von Berg)

Inspektor Cromwell Reihe
- All change for murder.
  - Deutsch: Gute Erholung, Inspektor Cromwell. Goldmann, München 1972, ISBN 3-442-01137-X (übersetzt von Tony Westermayr)
- The black cap murder.
  - Deutsch: Inspektor Cromwell ärgert sich. Goldmann, München 1963 (übersetzt von Tony Westermayr)
- The next one to die.
  - Inspektor Cromwells Trick. Goldmann, München 1963 (übersetzt von Olga Otto).
- Ironsides on the spot.
  - Deutsch: Inspektor Cromwells grosser Tag. Goldmann, München 1958 (übersetzt von Olga Otto)